# اوتوق
اوتوق (به لاتین: Utuq) یک منطقه مسکونی در جمهوری آذربایجان است که در شهرستان قوبا واقع شده است. اوتوق ۳۱۲ نفر جمعیت دارد.